# Ischaemum raizadae
Ischaemum raizadae là một loài thực vật có hoa trong họ Hòa thảo. Loài này được Hemadri & Billore mô tả khoa học đầu tiên năm 1970.